# Petrus Caroli (Säbyensis)
Petrus Caroli (Säbyensis), född 1608, död 1646 i Säby församling, Jönköpings län, var en svensk präst. 

## Biografi
Petrus Caroli föddes 1608. Han blev 1629 student vid Uppsala universitet. År 1641 blev han rektor vid Skänninge trivialskola. Caroli prästvigdes 1642 och blev 1643 komminister i Säby församling. År 1645 blev han kyrkoherde i församlingen. Caroli avled 1646 i Säby församling.

### Familj
Caroli var gift med Sigrid Knutsdotter.